# Vilviestre del Pinar (kommunhuvudort)
Vilviestre del Pinar är en kommunhuvudort i Spanien.   Den ligger i provinsen Provincia de Burgos och regionen Kastilien och Leon, i den centrala delen av landet, 180 km norr om huvudstaden Madrid. Vilviestre del Pinar ligger 1 144 meter över havet och antalet invånare är 742.
Terrängen runt Vilviestre del Pinar är kuperad österut, men västerut är den platt. Runt Vilviestre del Pinar är det glesbefolkat, med 20 invånare per kvadratkilometer. Närmaste större samhälle är San Leonardo de Yagüe, 13,3 km söder om Vilviestre del Pinar. I omgivningarna runt Vilviestre del Pinar växer i huvudsak blandskog.